# Austromyrtus cataractarum
Austromyrtus cataractarum là một loài thực vật có hoa trong Họ Đào kim nương. Loài này được (Guillaumin) Burret mô tả khoa học đầu tiên năm 1941.